# Бразилия в Первой мировой войне

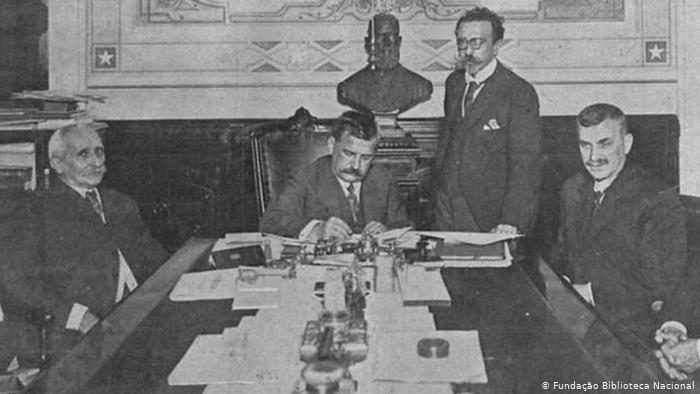
Президент Бразилии Венсеслау Брас подписывает декларацию об объявлении войны Германии.

Бразилия вступила в Первую мировую войну 26 октября 1917 года на стороне Антанты. Первоначально Бразилия провозгласила нейтралитет (4 августа 1914 года). Но после провозглашения Германией неограниченной подводной войны, в результате которой было потоплено несколько бразильских кораблей, Бразилия объявила войну Германии.
Вклад Бразилии в победу Антанты был более чем скромным. С военной точки зрения участие Бразилии в войне было чисто символическим. Тем не менее, Бразилия единственная страна Южной Америки, которая участвовала в боевых действиях Первой мировой войны. Бразильский флот участвовал в боевых действиях в Атлантическом океане, также силы бразильской армии были направлены на Западный фронт.
Бразилия поддерживала Антанту, после объявления Германией неограниченной подводной войны некоторые бразильские суда были потоплены. Это окончательно убедило бразильское правительство объявить войну Центральным державам и их союзникам. Бразилия объявила Германии войну 26 октября 1917 года. В портах страны было интернировано 49 германских пароходов. Сознавая слабость армии, неспособной справиться даже с восставшими крестьянами, генералы изначально отказались посылать войска в Европу в помощь Антанте.

## Участие в войне

### Бразильский флот
С вступлением в войну Бразилия создала Военно-морской отдел под командованием адмирала Педро Макса Фернандо Фронтина, в который вошли бразильские военно-морские корабли. Бразильские корабли вели патрулирование в водах Атлантики. Практически все они были в плачевном состоянии или являлись устаревшими. Почти у всех кораблей отсутствовала противопожарная система, не было системы обнаружения вражеских подводных лодок и так далее.

### Бразильская медицинская миссия
18 августа 1918 года Бразилия направила медицинскую миссию в Европу. Бразильский госпиталь был классифицирован как первоклассный, способный принимать раненых и, по словам самих французов, был наравне с американским госпиталем в Нейи. По окончании войны, в феврале 1919 года, Миссия была расформирована.

### Бразильская военная миссия
Миссия была создана после объявления Бразилией войны Германии в октябре 1917 года на стороне Антанты и действовала в течение нескольких месяцев 1918 года. Офицеры наблюдали за боевыми действиями и принимали непосредственное участие в последних сражениях Западного фронта Первой мировой войны, в том числе и командуя подразделениями французских войск. Миссия сыграла важную роль в дальнейшей францизации бразильских вооруженных сил. По возвращении на родину офицеры способствовали заключению соглашения о присутствии большой французской военной миссии в Бразилии для модернизации её армии по французскому образцу.

### Добровольцы-бразильцы в составе французской армии
По данным доклада французского депутата Анри Дельона де Фешена от 1924 года, в рядах французской армии во время войны числилось 67 добровольцев-бразильцев. Статистика Французского иностранного легиона указывает на более высокую цифру — 81 бразильский доброволец воевал во Франции в годы Первой мировой войны. 

### Бразильские летчики
Помимо этого бразильские лётчики воевали обычно в составе британских ВВС на Западном фронте, также бразильские лётчики были отправлены в Италию и США.
После окончания войны Бразилия расформировала Военно-морской отдел и все остальные формирования, участвовавшие в войне.

## Потери

### Военнопленные
Немецкие подводные лодки потопили несколько бразильских торговых судов в Атлантике и часть моряков с затонувших судов были взяты немцами в плен и отправлены в лагеря для военнопленных в Германии. Бразилия оказывала им финансовую помощь через посредничество швейцарского правительства. Судьба командира и стюарда судна «Macau», захваченных немецкой подводной лодкой U-93 до сих пор остаётся неизвестной.

### Погибшие
Как минимум 165 бразильских военнослужащих погибли во время Первой мировой войны. Основные потери Бразилии были среди Бразильской военно-морской дивизии, отправленной в Гибралтар, потери которой составили 158 моряков из-за испанского гриппа. Пятеро бразильских летчиков погибли: четверо в бою и один в результате несчастного случая. Из-за гриппа погибли 4 члена бразильской медицинской миссии, ещё шестнадцать других бразильских врачей заболело, но смогло выздороветь. Известно, что среди бразильских добровольцев во Франции погибло 15 бразильцев. Кроме того, немецкие подлодки потопили 8 бразильских торговых судов. 